# まんたんMUSIC
まんたんMUSIC（まんたんみゅーじっく）は、1994年4月から1997年9月にかけて、JFNC制作で放送されていたラジオ番組。JFN系列局をネットして月～木の深夜3時から翌早朝6時まで放送された。

## 概要
1994年4月、JFN系列の深夜枠が一新された（「ラジ王」の項を参照）。この際「FMナイトストリート～PURE MUSIC～」に当たる枠とその後の「特選おとぐるめ」に当たる枠の二つの枠を統合する形でスタートした。いわゆるBライン番組を前身としたため、当初TOKYO FMやfm osakaでは放送されていなかった一方、先発Aライン局のFM愛知は番組開始からネットした。
1997年4月にパーソナリティを総入れ替えして中高生向けの内容を目指したものの同年9月に終了した。
終了まで、Air-G、FM愛媛、FM福岡は非ネットだった。

## パーソナリティ
（1994年4月 - 1997年3月）
- 月曜：加古直美（ - 1995年3月）→MAMI（1995年4月 - 1997年3月）
- 火曜：奥井亜紀
- 水曜：沖直実（96年以降、水曜日のジングルは自身のCD『恋はまんたん』を使っていた。）
- 木曜：NORIKO（ - 1995年6月）→林マヤ（1995年7月 - 1997年3月）

（1997年4月 - 9月）
- 月曜：水谷純子
- 火曜：沢田茅乃
- 水曜：成瀬麻帆
- 木曜：Mink

## ネット局
1994年4月
- フルネット(3時～6時)　Boy FM（エフエム山形）、RADIO BERRY（エフエム栃木）、FM群馬、FM新潟、FMとやま、FM石川、FM福井、FM三重、FM徳島、FM香川、FM高知、Air Radio FM88（エフエム大分）、FMK（エフエム中九州：当時）、JOY FM（エフエム宮崎）、μFM（エフエム鹿児島）
- 5時まで（FM AICHI以外は大学受験ラジオ講座ネットのため）　FM青森、FM岩手、K-MIX（静岡エフエム）、FM AICHI、広島FM、FM山口
- 5時15分まで（大学受験ラジオ講座ネットのため）　V-air（エフエム山陰）

1994年10月
- TOKYO FM（ネット開始、27時～28時30分（「高校通信教育講座」のため、但し祝日にあたる日はフル））、FM長野（ネット開始、フル）、FM AICHI（フルネット化）、fm osaka（ネット開始、27時～29時）

1995年4月（大学受験ラジオ講座終了のためフルネット化、ネット開始局が増加）
- FM青森（フルネット化）、FM岩手（5時45分まで延長）、FM秋田（ネット開始、～5時55分）、FM仙台（ネット開始、フル）、K-MIX（フルネット化）、V-air（フルネット化）、広島FM（フルネット化）、FM山口（フルネット化）、FM沖縄（ネット開始、フル）

1996年10月
- FM仙台（27時 - 29時の枠で「G1グルーパー」の時差ネット開始のため5時～6時に縮小）

※FM大阪は27時～29時の枠で「G1グルーパー」の時差ネット開始のため打ち切り。
1997年4月～終了
- FM青森、FM岩手（～5時45分）、FM秋田（～5時55分）、FM仙台（5時～6時）、FM山形、ふくしまFM、RADIO BERRY、FMぐんま、TOKYO FM（～4時30分）、FM新潟、FM長野、K-MIX、FM AICHI、FM三重、FMとやま、FM石川、FM福井、e-radio、V-air、広島FM、FM山口、FM徳島、FM香川、FM高知、Air Radio FM88、FMK、JOY FM、μFM、FM沖縄

## コーナー
- 午前3時のまんたんクイズ
- 3時20分の女～聖徳太子（しょうとくふとこ）・・・水曜日のみ
- まんたんテレフォン
- 勝手にラジオCMコンクール
- 懐かしのベスト３
- 夜明けの試食会

## 企画
MAMIと沖直実が「まんたんシスターズ」を名乗り、シングル「恋はまんたん」を1995年12月1日に発売した。なお、1995年11月1日に発売されたシングル「すてきな地方ラッキー,ハッピー,玉の輿」のカップリングである「オールド・オン・ミー」は４時半直前のTOKYO FM飛び降り時の曲となっていた。
1996年7月から8月にかけて、毎日キーワード（と言うには相当長い）を放送中に発表しそれを全部書き留めて応募するというコーナーがあった。
ただし、ネット局によっては放送しない日があったため、リスナーからの申告によって後々その日のキーワードを再度放送した（どの日にどのネット局が放送しなかったかはJFN側でも把握していなかった）。

## スタッフ(火曜日)[1]
- プロデューサー：上野康成（ジャパンエフエムネットワーク 制作部、下田の前任）
- プロデューサー：下田寛美（ジャパンエフエムネットワーク 制作部）
- 広報担当：吉垣内美子（全国FM放送協議会 事務局）
- ディレクター：鬼塚洋一郎（ラジオプレス）
- 構成作家：鈴木えみ（ラジオプレス）
- アシスタントディレクター：岡本大吾（ラジオプレス）
- ミキサー：星貴宏(エーヴィティサービス)
- ミキサー：森下宏志(エーヴィティサービス)

## テーマ曲
- 番組開始～1997年3月
  - ニューエスト・モデル「雑種天国」
- 1997年4月～番組終了
  - アポロ440「Krupa」